# Мурманск (аэропорт)
Аэропорт Му́рманск им. Николая II (ИАТА: MMK, ИКАО: ULMM) — международный аэропорт федерального значения, расположенный в городском поселении Мурмаши Мурманской области. Находится в 4 км юго-западнее центра посёлка Мурмаши, в 24 км от центра города Мурманска.

## Расположение
Аэропорт расположен к юго-западу от Мурманска, на территории городского поселения Мурмаши в 4 км юго-западнее центра посёлка Мурмаши Кольского района. Взлётно-посадочная полоса ориентирована с северо-запада на юго-восток.

## История
Ранее аэродром имел военное значение и именовался аэродром Мурмаши. Во время Советско-финляндской войны на аэродроме базировался 147-й истребительный авиационный полк на самолётах И-15 бис, И-16 и И-153. С началом Великой Отечественной войны 147-й истребительный авиационный полк, базируясь на аэродроме выполнял задачи по прикрытию Мурманска и Кировской железной дороги от налётов немецкой авиации. С июля 1941 года полк получил самолёты МиГ-3, которые использовал до весны 1942 года. В середине июля 1941 года в составе полка числились четыре МиГ-3, предназначавшиеся для перехвата бомбардировщиков противника и к концу месяца поступило 17 МиГ-3. В январе 1942 года на вооружение полка поступили самолёты P-40 «Томахаук».
За образцовое выполнение боевых задач и проявленные при этом мужество и героизм 4 апреля 1942 года приказом НКО СССР № 102 полк преобразован в 20-й гвардейский истребительный авиационный полк. В начале мая 1942 года 2-я эскадрилья полка получила самолёты МиГ-3 «Комсомолец Заполярья», построенные на средства комсомольцев Мурманска.
За образцовое выполнение боевых заданий командования на фронте борьбы с немецкими захватчиками и проявленные при этом доблесть и мужество Указом Президиума ВС СССР от 22 февраля 1943 года полк награждён орденом Красного Знамени.
Полк базировался на аэродроме до весны 1945 года.
Название
31 мая 2019 года президент Владимир Путин указом присвоил аэропорту имя основателя города Николая Второго. До этого, в 2018 году, в России был организован конкурс по переименованию аэропортов «Великие имена России» по итогам которого для аэропорта Мурманск было отобрано имя Николая Второго. На конкурс его имя предложили представители казачества. Однако Общественная палата Мурманской области в декабре 2018 года заявила, что 86 % мурманчан категорически против любого изменения нынешнего наименования, и предложила оставить существующее название — аэропорт города-героя Мурманск.

## Аэродромный комплекс
В аэропорту Мурманск построена единственная искусственная взлётно-посадочная полоса, длиной 2500 м и шириной 42 м. Эта ВПП имеет класс «В» согласно категории ИКАО (по длине и ширине) и соответствует I категории заходов на посадку ИКАО. Классификационное число ВПП (PCN) 41/R/B/X/T.
Аэродром способен принимать следующие типы воздушных судов: Airbus A321, Airbus A320, Airbus A319, Ил-76 (Т, ТД), Boeing 737 (200, 300, 400, 500, 800), Sukhoi Superjet 100, Boeing 757 (200), DC-9 (32, 41, 51), Fokker F27MK050, SAAB-2000, Ту-214, Ту-204, Ту-154, Ту-134, Ан-12, Ан-24 (26,30,32), Ан-72, Ан-74, Ан-148 и его модификации, Як-42, Як-42Д, Як-40, Ил-114, Еmbraer ERJ-145 и другие типы ВС 3-го и 4-го классов, вертолёты всех типов.
В 2024 году принято решение, что холдинг «Новапорт» построит новый терминал внутренних авиалиний аэропорта при поддержке ВЭБ.РФ и Сбербанка.

### Аэровокзал
На первом этаже аэровокзала располагаются стойки регистрации, зал ожидания, чистая зона, зона международных линий кафе и сувенирные магазины. На втором этаже имеются кафе, магазин Duty-free, представительства авиакомпаний и сувенирные магазины. Магазин Duty-free находится только в международной зоне. Зоны прилёта находятся на первых этажах — в правом («зал прилёта В») и левом («зал прилёта А») крыльях здания. Имеются также зал для VIP-гостей, досмотр и регистрация в котором проходит отдельно от остальных пассажиров.

### Грузовой терминал
Грузовой терминал площадью 400 м² расположен на огороженной территории, в зоне ответственности транспортной безопасности.

## Инфраструктура

### Отели
Гостиница располагается на территории аэропорта рядом с выездом из парковки.

### Безбарьерная среда
В аэропорту обеспечивается персональная помощь пассажирам с ограниченными возможностями здоровья. Организованы специальные парковочные места, информационные стойки и стойки регистрации, круглосуточно работают медпункты. В случае необходимости, маломобильным пассажирам предоставляется амбулифт для посадки или высадки на борт воздушного судна.

### Парковки
На август 2019 года, ведется реконструкция привокзальной площади, с её расширением и устройством крытых и открытых парковочных мест. Планируется так же обустройство круговой развязки на въезде в аэропорт.

### Современные технологии обслуживания
В 2018 году в аэропорту была установлена автоматическая система информирования пассажиров. Каждое объявление объявляется на трёх языках: русском, английском и китайском, если необходимо. Дикторы аэропорта самостоятельно зачитывают лишь специальные объявления, например, в том случае, если пассажира просят куда-нибудь подойти.
Для ускорения обслуживания пассажиров, в зале ожидания имеется стойка саморегистрации. Используемая технология Reprint, благодаря которой пассажиры без багажа могут зарегистрироваться на рейс через мобильный телефон. Терминал считывает данные штрихкода с мобильного телефона пассажира, печатает посадочный талон, который затем предъявляется при прохождении линии авиационной безопасности. Это позволяет регистрироваться на рейс заранее или по дороге в аэропорт, тем самым уменьшая временные затраты пассажиров на регистрацию. Есть так же возможность регистрации с помощью интернета и мобильного телефона.

## Авиакомпании и направления
По состоянию на август 2021 года аэропорт Мурманск обслуживает рейсы следующих авиакомпаний:
Кроме этого, выполняются рейсы вертолетами Ми-8 авиакомпании Вологодское авиапредприятие в Ковдор, Кировск (Мурманская область), Островной (в случае, если морское сообщение невозможно по погодным условиям) и в другие города области.
Планируется запустить прямые рейсы до Новосибирска, Воронежа, Минеральных вод.
С 23 мая 2023 года после почти 30-летнего перерыва возобновлено прямое авиасообщение между Мурманском и Минском. Рейс выполняет авиакомпания Белавиа.

## Структура собственности
6 октября 2008 году стало известно, что 32,14 % доли в уставном капитале ОАО «Аэропорт Мурманск» приобрела дочерняя структура компании «Газпром нефть» ЗАО «Газпромнефть-Аэро» (основная деятельность — заправка самолётов в «крыло»).
29 мая 2015 году стало известно, что Российский аукционный дом продал на торгах госпакет из 38 % акций ОАО «Аэропорт Мурманск» московской компании ООО «Риволи». Через эту компанию, владельцем аэропорта стала одно из подразделений корпорации AEON — холдинг «Новапорт»).

## Показатели деятельности
| год            | 2008  | 2009  | 2010 | 2011 | 2012  | 2013  | 2014  | 2015  | 2016  | 2017  | 2018  | 2019  | 2020  | 2021  | 2022  | 2023  | 2024  |
| млн пассажиров | 0,404 | 0,378 |      |      | 0,545 | 0,614 | 0,667 | 0,751 | 0,764 | 0,846 | 0,938 | 1,030 | 0,900 | 1,356 | 1,299 | 1,435 | 1,467 |

## Транспорт
От аэропорта до Мурманска курсируют рейсовые автобусы № 106 (с 6:23 до 00:30) большой и малой (20 пассажиров) вместимости. Маршрут следует через посёлок Мурмаши, Кладбище и город Колу до железнодорожного вокзала Мурманска, расположенного в центре города. Интервалы движения автобусов составляют от 10 до 15 минут в утреннее и дневное время, после 20:00 от 30 до 50 минут. Время в пути 45-50 минут.
В ночное время курсируют рейсовые микроавтобусы ГАЗель NEXT № 106 м, по аналогичному маршруту № 106. Интервалы движения автобусов составляют от одного до полутора часов.
Так же есть возможность заказать такси.
Основное автомобильное сообщение между аэропортом и Мурманском осуществляется по автодороге Р21.
Пассажирского железнодорожного сообщения между аэропортом и центром Мурманска нет. С 2015 года ведется строительство железнодорожной ветки станция Выходной — порт Лавна, а в 2018 году сообщалось о планах организовать на ней пассажирские перевозки.